# Кино Колом
Хоаким Колом Баруфет (шп. Joaquim Colom Barrufet; Андора ла Веља, 1. новембар 1988) је бивши андорско-шпански кошаркаш. Играо је на позицији плејмејкера.

## Успеси

### Репрезентативни
- Европско првенство до 18 година:
  -  2006.
- Европско првенство до 20 година:
  -  2008.
- Светско првенство:
  -  2019.

### Појединачни
- Идеални тим Еврокупа — прва постава (1): 2017/18.